# Pavilhão 9 (banda)
Pavilhão 9 é uma banda brasileira de rap rock formada em São Paulo, em 1990. A banda tem letras políticas e de protesto, e vão além do formato DJ e MC, com uma banda.

## Biografia

### História
O grupo foi formado no bairro do Grajaú, em 1990. Ao contrário do que a maioria das pessoas pensam, o nome não foi retirado de um dos pavilhões do presídio do Carandiru, mas sim de uma torcida organizada do Sport Club Corinthians Paulista (fato confirmado pelos integrantes da banda numa entrevista ao site UOL, em 1999). Dois anos depois, o grupo lançou seu primeiro álbum, Primeiro Ato. Uma das músicas do disco, intitulada "Otários Fardados", gerou polêmica, por fazer críticas pesadas à Polícia Militar de São Paulo. Por questões de segurança, o vocalista Rhossi e os outros integrantes passaram a se apresentar escondendo o rosto por trás de gorros, máscaras de jogador de hóquei e pinturas.
Em 1996 o Pavilhão 9 lançou seu segundo disco, Procurados Vivos ou Mortos, pela Paradoxx Music. O álbum conta com a participação especial de João Gordo do grupo Ratos de Porão, na faixa "Chacina". Foi produzido um videoclipe para a faixa "Apaga o Baseado".
Um ano depois, com nova formação, agora no formato Banda; sendo ela composta por: duas guitarras (Blindado e Ortega), baixo (Marinho, ex-Yo-Ho-Delic, bateria (Thunder), além do tradicional DJ Branco e os dois vocais Rhossi e o novato Doze; pela mesma gravadora, o grupo lançou o seu terceiro álbum intitulado Cadeia Nacional. O mesmo foi gravado, mixado e produzido por Beto Machado (Bob Mac). Neste mesmo ano o grupo ganha projeção nacional com o sucesso da faixa "Mandando Bronca", que contou com a participação especial de Igor Cavalera na bateria e de seu irmão Max Cavalera nos vocais, além de integrantes do Nação Zumbi. Foram produzidos dois videoclipes para o álbum: Um para a faixa "Grito de Liberdade" e outro para a faixa premiada no VMB Brasil "Mandando Bronca". O álbum ainda conta com a participação de Marcelo D2 na faixa "Cada 1 Cada 2".
Com letras que falam sobre problemas sociais enfrentados na periferia das grandes cidades e críticas à violência policial, o grupo voltou a gerar polêmica com o álbum de 1998, Se Deus Vier, Que Venha Armado (produzido por Carlo Bartolini), o qual tinha a imagem de Jesus Cristo na capa. Além da reação da Igreja Católica e dos políticos conservadores, o CD gerou também o fim do contrato com a gravadora Paradoxx. Foram produzidos dois videoclipes para as seguintes faixas: "Vai Explodir" (com participação de Black Alien) e o raríssimo "Se Deus vier que venha armado". 
Em 2000, assinaram contrato com a Warner Music e foram chamados para tocar no Rock in Rio de 2001.
Neste mesmo ano, com mudanças da formação (sai o guitarrista Blindado para a entrada de Marcelo Munari, ex-Lagoa 66 e ex-Funk Como Le Gusta) e, no lugar do baterista Thunder, entra Fernandão (ex-Korzus); o grupo lança seu quinto disco de estúdio intitulado Reação. O álbum conta novamente com a participação de Igor Cavalera na faixa título e Marcelo Falcão (vocalista do grupo O Rappa) na faixa "Get Up Stand Up" (versão da música de Bob Marley). Foram produzidos três videoclipes para as seguintes faixas: "Trilha do Futuro", "Sigo com calma" e "Get Up/Stand Up".
Em 2005, entre as atividades do grupo, Rhossi lança seu primeiro álbum solo, intitulado #AHoraÉAgora.
Em 2006, com o retorno de Carlo Bartolini como produtor, a banda lança seu sexto disco de estúdio intitulado Público Alvo. O álbum conta com a participação de Billy Graziadei (Biohazard) na faixa "Cientistas", Rodolfo Abrantes (ex-Raimundos/Rodox), na faixa "Chaosfobia", DJ Nuts, entre outros convidados especiais. Sendo um dos mais pesados discos do grupo, lançado pela gravadora Sonora Biz; o álbum ainda trouxe faixas marcantes, tais como: “Mundo Loco” e uma versão da banda mexicana Molotov, para a faixa “Gimme the Power”. Foi produzido videoclipe para a faixa "Mundo Loco".
Após a turnê deste disco, a banda entra em hiato e volta a se reunir em 2012 para shows no festival Lollapalooza Brasil.
Em 17 de julho 2017, após 11 anos desde seu último álbum inédito, a banda anuncia o retorno em sua fanpage do Facebook junto com o lançamento do mais novo trabalho, o single "Tudo Por Dinheiro", disponibilizando a faixa nas principais plataformas de música digital e o mais novo álbum Antes Durante Depois pela gravadora Deckdisc, previsto para ser lançado no dia 11 de agosto de 2017. O novo line-up conta com Heitor Gomes (ex-Charlie Brown Jr. e CPM 22) no baixo, Rafael Bombeck na guitarra, Leco Canali na bateria, além dos já conhecidos MCs Rhossi e Doze. Foi produzido videoclipe para a faixa: "Tudo por Dinheiro".
Após o término das gravações do álbum e videoclipe da banda, Heitor Gomes deixa o grupo sendo substituído por Juninho.
Em outubro de 2018, fazem o show de abertura para o grupo Cypress Hill em São Paulo.
Entre dezembro de 2018 e o início de 2019, após 23 anos dividindo os vocais com Rhossi, o vocalista Doze deixa o grupo sendo substituído ocasionalmente pelo músico e produtor Hataka nos vocais de apoio.
Em setembro de 2019, se apresentam com a banda Detonautas no palco Sunset da edição 2019 do Rock in Rio.
Em 13 de novembro de 2020, em parceria com a banda BaianaSystem, lançam o single "Lockdown – Cidade perdida".
Em agosto de 2022, o rapper Doze volta ao grupo, depois de uma pausa para cuidar de projetos pessoais.
Em setembro de 2022, lançam o single “Lados Opostos”, produzido por Daniel Krotozinsky, que ganhou videoclipe.
Em novembro de 2023, lançam o single “Fatos do Brasil”, em parceria com a banda Detonautas.

## Integrantes
Formação atual
- Rhossi — vocal (1992-presente)
- Doze — vocal (1997-2018 / 2022-presente)
- Leco Canali — bateria (2017-presente)
- DJ MF (2017-presente)

Ex-integrantes
- Heitor Gomes — baixo (2017)
- Ricardo Ortega — guitarra (1996-2012)
- Munari — guitarra (2000-2014)
- Marinho — baixo (1996-2012)
- Fernando Schaefer — bateria (2000-2012)
- Piveti e Branco — vocal e compositor (1990-1994)
- Blindado — guitarra (1996-1999)
- Thunder — bateria (1996-1999)
- Camburão — vocal (1990-1994) - Faleceu em 25/05/2018
- DJ Branco — DJ (1994-1999)
- Rafael Bombeck (2017-2023)

## Discografia
Álbuns de estúdio
- 1992 — Primeiro Ato
- 1996 — Procurados Vivos ou Mortos
- 1997 — Cadeia Nacional
- 1999 — Se Deus Vier, Que Venha Armado
- 2001 — Reação
- 2006 — Público Alvo
- 2017 — Antes Durante Depois